# Саджовецкий сельский совет
Саджовецкий сельский совет (укр. Саджівецька сільська рада) — входит в состав
Гусятинского района
Тернопольской области
Украины.
Административный центр сельского совета находится в 
с. Саджовка.

## Населённые пункты совета
- с. Саджовка